# Andrew L. Stone
Andrew Lysander Stone (Oakland, 16 luglio 1902 – Los Angeles, 9 giugno 1999) è stato un regista, produttore cinematografico e sceneggiatore statunitense.
Ha firmato la regia di oltre 30 titoli dal 1927 al 1972. È stato accreditato anche con il nome Andrew Stone.

## Biografia
Andrew L. Stone nacque a Oakland, in California, il 16 luglio 1902.
Debuttò alla regia cinematografica con il film The Elegy del 1927.
Diresse il suo ultimo film, Il grande valzer, nel 1972. Spesso collaborò con la moglie, la montatrice e produttrice Virginia Lively Stone (accreditata come Virginia L. Stone). Fu nominato per un Academy Award per la migliore sceneggiatura originale per il suo thriller del 1956 Salva la tua vita!, di cui fu anche regista.
Morì a Los Angeles il 9 giugno 1999. Era il padre di Christopher L. Stone, compositore di musiche per il cinema e la televisione, e Andrew L. Stone, assistente alla regia per il cinema.

## Filmografia

### Regista
- The Elegy (1927)
- Fantasy - cortometraggio (1927)
- Liebensraum (1928)
- Adoration (1928)
- Sombras de gloria (1930)
- Hell's Headquarters (1932)
- Una ragazza puro sangue (The Girl Said No) (1937)
- Stolen Heaven (1938)
- Say It in French (1938)
- The Great Victor Herbert (1939)
- Magia della musica (The Hard-Boiled Canary) (1941)
- Stormy Weather (1943)
- Hi Diddle Diddle (1943)
- Sfolgorio di stelle (Sensations of 1945) (1944)
- Bedside Manner (1945)
- Le figlie dello scapolo (The Bachelor's Daughters) (1946)
- Fun on a Week-End (1947)
- La banda dei tre stati (Highway 301) (1950)
- Confidence Girl (1952)
- La morsa d'acciaio (The Steel Trap) (1952)
- Assassinio premeditato (A Blueprint for Murder) (1953)
- Notte di terrore (The Night Holds Terror) (1955)
- Screen Directors Playhouse – serie TV, un episodio (1955)
- Salva la tua vita! (Julie) (1956)
- Lama alla gola (Cry Terror!) (1958)
- Infamia sul mare (The Decks Ran Red) (1958)
- La crociera del terrore (The Last Voyage) (1960)
- L'anello di fuoco (Ring of Fire) (1961)
- Parola d'ordine: coraggio (The Password Is Courage) (1962)
- Never Put It in Writing (1964)
- The Secret of My Success (1965)
- Song of Norway (1970)
- Il grande valzer (The Great Waltz) (1972)

### Produttore
- Una ragazza puro sangue (The Girl Said No) (1937)
- Say It in French (1938)
- The Great Victor Herbert (1939)
- Magia della musica (The Hard-Boiled Canary) (1941)
- Hi Diddle Diddle (1943)
- Sfolgorio di stelle (Sensations of 1945) (1944)
- Bedside Manner (1945)
- Le figlie dello scapolo (The Bachelor's Daughters) (1946)
- Fun on a Week-End (1947)
- Confidence Girl (1952)
- Notte di terrore (The Night Holds Terror) (1955)
- Cry Terror! (1958)
- Infamia sul mare (The Decks Ran Red) (1958)
- La crociera del terrore (The Last Voyage) (1960)
- Parola d'ordine: coraggio (The Password Is Courage) (1962)
- Never Put It in Writing (1964)
- The Secret of My Success (1965)
- Song of Norway (1970)
- Il grande valzer (The Great Waltz) (1972)

### Sceneggiatore
- The Elegy (1927)
- Adoration, regia di Andrew L. Stone (1928)
- Una ragazza puro sangue (The Girl Said No) (1937)
- Stolen Heaven (1938)
- The Great Victor Herbert (1939)
- Magia della musica (The Hard-Boiled Canary) (1941)
- Hi Diddle Diddle (1943)
- Sfolgorio di stelle (Sensations of 1945) (1944)
- Le figlie dello scapolo (The Bachelor's Daughters) (1946)
- Fun on a Week-End (1947)
- La banda dei tre stati (Highway 301) (1950)
- Confidence Girl (1952)
- La morsa d'acciaio (The Steel Trap) (1952)
- Assassinio premeditato (A Blueprint for Murder) (1953)
- Notte di terrore (The Night Holds Terror) (1955)
- Screen Directors Playhouse – serie TV, un episodio (1955)
- Lux Video Theatre – serie TV, un episodio (1956)
- Salva la tua vita! (Julie) (1956)
- Cry Terror! (1958)
- Infamia sul mare (The Decks Ran Red) (1958)
- La crociera del terrore (The Last Voyage) (1960)
- L'anello di fuoco (Ring of Fire) (1961)
- Parola d'ordine: coraggio (The Password Is Courage) (1962)
- Never Put It in Writing (1964)
- The Secret of My Success (1965)
- Song of Norway (1970)
- Il grande valzer (The Great Waltz) (1972)